# Anders Jivarp
Anders Jivarp (født 18. juli 1973) er trommeslager for det svenske melodiske dødsmetal-band Dark Tranquillity. I 1995 var Anders Jivarp også trommeslager for In Flames hvor han var med til at indspille to sange ved navn "Subterranean" og "Biosphere" på deres EP Subterranean.